# Vila Ahlan
Vila Ahlan, původním názvem Splendid, později Maier, po roce 1948 Tajga, stojí v Sadové ulici 53, č. p. 1075, ve čtvrti Westend v Karlových Varech. Projekt pochází od architekta Roberta Příhody, stavba probíhala v letech 1896–1898.
Budova byla prohlášena kulturní památkou, památkově chráněna je od 3. února 1999, rejstř. č. ÚSKP 49738/4-5152.

## Historie

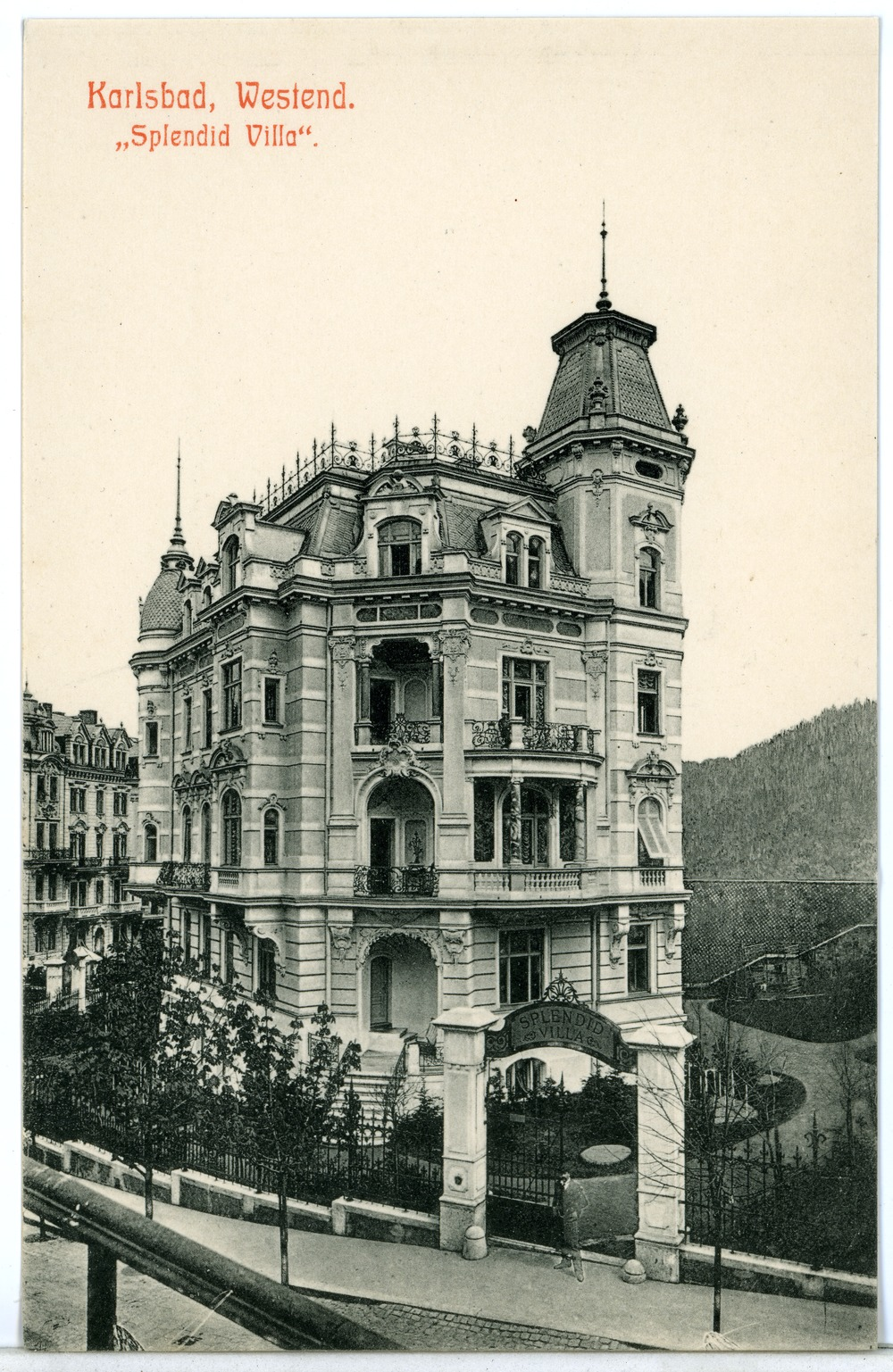
Vila s původním názvem Splendid v roce 1907

Vila původního jména Splendid byla postavena v letech 1896–1898, tedy v období, kdy výstavba atraktivní vilové čtvrti Westend (založené roku 1872) byla rozšiřována do horní části Parkstrasse (dnešní Sadové ulice). V roce 1896 byl stanoven zastavovací plán. Stavební plány byly zpracovány vídeňským architektem Robertem Příhodou v roce 1897 a v témže roce bylo započato se stavbou.
Roku 1912, kdy objekt v letech 1907 až 1935 vlastnil Arthur Maier a vila nesla jeho jméno, byly v přízemí, prvním a druhém patře vedle vnitřního schodiště a nárožní věže přistavěny nové koupelny. Plán k této přístavbě zpracoval karlovarský stavitel Karl Heller.
K další úpravě objektu došlo roku 1935. Tehdy bylo podkroví podle plánu karlovarského architekta Oswalda Richtera přestavěno na byt. To již objekt vlastnila Maierova dcera Marianna Franziska Matella.
V roce 1948 byla vila zestátněna, oficiálně 11. 8. 1948, a v této souvislosti pak i přejmenována. Dostala nové jméno – Tajga. Od roku 1958 až do sedmdesátých let měla v domě sídlo škola při dětské léčebně Mánes.
Od roku 1999 je vila chráněna jako nemovitá kulturní památka České republiky.
V současnosti (únor 2021) je součástí léčebného komplexu Mignon II. V katastru nemovitosti je vedena jako objekt občanské vybavenosti ve vlastnictví společnosti Mignon-II s. r. o.

## Popis
Italizující vila v barokizujícím pojetí stojí v Sadové ulici 53, č. p. 1075. Je postavena na nepravidelném půdorysu jako dvoupatrová se suterénem, zvýšeným přízemím a podkrovím. Vstupní, severní průčelí je orientováno do Sadové ulice. Do zvýšeného přízemí se přichází po schodišti s odpočívadlem, které původně zdobila kuželková balustráda, později byla nahrazena kovanou mříží. Vstup je lemován dvěma sloupy s ionskými hlavicemi, na kterých je posazen elipsovitý balkonek s kovanou mříží. Vstupní průčelí je tříosé, na severozápadním nároží je vysazen válcový arkýř zastřešený přilbovitou střechou.
Plocha fasády západní strany je též tříosá se zvlněným balkonem v prvém patře, u jihozápadního nároží je pak rozšířena arkýřem obdélného tvaru. Samotné nároží je okoseno a ve všech podlažích prolomeno otevřenými lodžiemi. V prvém patře je lodžie půlkruhově ukončena archivoltou, ve druhém je nesena volnými sloupky s vodorovným kladím, architrávem. V přízemí je situován vchod do zahrady ve formě groty se zaklenutím ve tvaru mušle.
Jihovýchodní nároží nese masivní čtverhrannou věž, která je zakončena francouzskou jehlancovou osmibokou střechou. Fasáda je v přízemí členěna rustikou. Střecha je mansardová s kovanou mříží, kde byl původně umístěn i název vily – Splendid.
V interiéru jsou dochovány kvalitní umělecko-řemeslné prvky a architektonické detaily. Lze je nalézt ve vestibulu a chodbě s vnitřním schodištěm. Schodiště má kované zábradlí a na podestách kuželkovou balustrádu z umělého mramoru. Též obložení stěn pod štukovými zrcadly je z umělého mramoru. Jsou zachovány také vstupní dveře s mosazným kováním, dveře pokojů se štukovou supraportou, štuková výzdoba stropů pokojů a světlíková okna schodiště s vitrážovými výplněmi. V koupelnách (lázeňských) jsou stěny obloženy přírodním mramorem, mají mosazná madla, větrací mřížky a vitrážová okna. Všechna štuková výzdoba interiérů je rokoková s množstvím rokajů, mušlí, rozvilin, arabesek apod.
Ve vile byl již od roku 1897 zabudován vedle vnitřního schodiště hydraulický osobní výtah Stigler firmy Theodor d'Ester z Vídně.